# 吳瀛
吳瀛（1488年—？），字萃夫，河南河南衛軍籍，直隸蘇州府吳縣人，明朝政治人物。

## 生平
正德八年与兄吳瀚同中河南鄉試，列第三十六名舉人。正德十六年（1521年）中式辛巳科會試第五十八名，登第三甲第一百六十六名進士。初授浙江山阴县知县。明世宗嘉靖二年（1523年）任山东汶上县令。嘉靖二年（1523年），山东巡抚都御史陈凤梧，因扩建马踏湖湖补济运河，下令移建汶上圣泽书院，时任知县吴瀛将原在今次丘镇湖口村东的圣泽书院移建于汶上县城内西南隅太仆寺之南，仍名圣泽书院，专为讲肄之所。

## 家族
曾祖吳成；祖父吳興；父吳全。前母劉氏；母李氏。永感下。